# بخشی از ذهن تو
بخشی از ذهن تو (انگلیسی: A Piece of Your Mind؛ کره‌ای: 반의 반) یک مجموعه تلویزیونی کره جنوبی سال ۲۰۲۰ با بازی جونگ هه این و چه سو بین است. این مجموعه از ۲۳ مارس تا ۲۸ آوریل ۲۰۲۰، روزهای دوشنبه و سه‌شنبه ساعت ۲۱:۰۰ (کی‌اس‌تی) از تی‌وی‌ان برای ۱۲ قسمت پخش شد.

## بازیگران

### اصلی
- جونگ هه این در نقش مون ها وون[۶][۷]
  - نام دا روم در نقش جوانی مون ها وون
- چه سو بین در نقش هان سو وو[۸]